# Lutzomyia insolita
Lutzomyia insolita är en tvåvingeart som först beskrevs av Fairchild G. B., Hertig M. 1956.  Lutzomyia insolita ingår i släktet Lutzomyia och familjen fjärilsmyggor. Inga underarter finns listade i Catalogue of Life.